# Ками (рушевине)
Ками рушевине (Khame, понекад се користи и Kame или Kami)) су биле престоница Торва државе (Torwa State) која се развила као преовладавајућа сила у југоисточном Зимбабвеу после пропадања Великог Зимбабвеа у 15 веку. Крајем 17 века место је спаљено и сравњено са земљом од стане Розви племена (Rozwi) који су преовладали. У 1830сетим годинама Ндебеле су иститиснуле Розви племена из овога и многих других насеља.
Комплекс Каме рушевина се састоји од кружних понекад степенастих вештачких платформи које су заштићене сувим зидом од камена. Предивно декорисан потпорни зид висок 6 метара и дуг 68 метара има декорацију у облику шаховских поља целом дужином. На платформама, које се уздижу 3-7 метара изнад околног терена, су се налазиле колибе од иловаче (dhaka (clay) huts) као и дворишта где су живели племенски великодостојници. Корали за говеда (cattle kraals) и колибе обичних чланова насеља су се налазили испод комплекса у долини. У близини се налази певајући камен (Mujejeje (ringing stone)) као и плоче за игру тсоро (tsoro) (слична нашој игри Мице) угравиране на камењу са равним врхом. Велики број налаза, ископаних у Ками рушевинама, се налази у музеју у Булавају 22 километара источно.